# Rondibilis vittata
Rondibilis vittata är en skalbaggsart som beskrevs av Charles Joseph Gahan 1894. Rondibilis vittata ingår i släktet Rondibilis och familjen långhorningar.
Artens utbredningsområde är Myanmar. Inga underarter finns listade i Catalogue of Life.